# تساوانت (تانسيفت)
تساوانت هو دُوَّار يقع بجماعة تانسيفت، إقليم زاكورة، جهة درعة تافيلالت في المملكة المغربية. ينتمي الدوّار لمشيخة تانسيفت التي تضم 16 دوار. يقدر عدد سكانه بـ 616 نسمة حسب الإحصاء الرسمي للسكان والسكنى لسنة 2004.

## روابط خارجية
- البوابة الوطنية للجماعات الترابية نسخة محفوظة 12 مارس 2018 على موقع واي باك مشين.
- المندوبية السامية للتخطيط